# Croton nuntians
Espèce
Croton nuntians est une espèce de plantes à fleurs du genre Croton et de la famille des Euphorbiaceae présente au Guyana, en Guyane et au Venezuela.